# Cantón de Ploudalmézeau
El cantón de Ploudalmézeau era una división administrativa francesa, que estaba situada en el departamento de Finisterre y la región de Bretaña.

## Composición
El cantón estaba formado por diez comunas:
- Brélès
- Lampaul-Ploudalmézeau
- Landunvez
- Lanildut
- Ploudalmézeau
- Plouguin
- Plourin
- Porspoder
- Saint-Pabu
- Tréouergat

## Supresión del cantón de Ploudalmézeau
En aplicación del Decreto nº 2014-151 de 13 de febrero de 2014, el cantón de Ploudalmézeau fue suprimido el 22 de marzo de 2015 y sus 10 comunas pasaron a formar parte; cinco del nuevo cantón de Plabennec y cinco del nuevo cantón de Saint-Renan.